# La battaglia di Maratona
La battaglia di Maratona è un film del 1959 diretto da Jacques Tourneur e Bruno Vailati.
Le riprese sono state concluse da Mario Bava, non accreditato. Nei titoli francesi e inglesi la regia è attribuita a Tourneur, mentre in quella italiana a Vailati.

## Trama
490 a.C. Filippide viene proclamato vincitore dei giochi di Olimpia e riporta il lauro olimpico ad Atene. L'intera città l'accoglie come un eroe, compreso Creuso, che ha in mente di dare in sposa sua figlia Andromeda a Teocrito. Filippide incontra Andromeda mentre gioca con le ancelle e si danno appuntamento per la notte stessa. Ma Teocrito, che in realtà sta tramando contro Atene, convince Karis a conquistare Filippide, il quale resiste però ai suoi approcci.
Intanto, però, i Persiani arrivano alle porte della città, e Teocrito propone di trattare con Dario, mentre Milziade vorrebbe tentare di chiedere l'aiuto a Sparta. Filippide viene scelto per portare l'ambasceria alla città dei Lacedemoni; pur venendo aggredito da uomini di Teocrito, Filippide compie la missione, arriva a Sparta e li convince a intervenire.
Ad Atene è già cominciata la battaglia, ma Filippide ritorna e comunica ai suoi compatrioti che gli Spartani sono con loro, e questo dona nuova linfa agli ateniesi. Quanto a Karis, sospettata di essere una spia persiana, viene ferita a morte, ma riesce, prima di spirare, a rivelare a Filippide che Teocrito è un traditore e che i Persiani attaccheranno Atene dal mare. Lo stesso Teocrito attacca e ferisce Creuso, senza però ucciderlo, e prende in ostaggio Andromeda.
Gli Ateniesi, riunitisi al Pireo, colgono di sorpresa i Persiani, e riescono a cavarsela con vari espedienti fino all'arrivo degli Spartani, che li aiutano definitivamente a vincere. Filippide pianta la spada per terra e se ne va con Andromeda.

## Distribuzione
- Uscita in Italia: 3 dicembre 1959
- Uscita negli Stati Uniti: 25 maggio 1960
- Uscita in Francia: 9 settembre 1960